# Борейн, Алекс
Александр Лайонел Борейн (англ. Alexander Lionel Boraine, 10 января 1931 г. – 5 декабря 2018 г.) — южноафриканский политик, священник и борец против апартеида.

## Ранний период жизни
Алекс Борейн родился в Кейптауне и вырос в бедном жилом комплексе для белых. Он бросил среднюю школу в восьмом классе и начал работать бухгалтером. Он не сообщил родителям о своем решении. Будучи членом методистской церкви, он стал мирским проповедником в 1950 году:17.

## Образование и ранняя карьера
В 23 года он учился в Университете Родса в Южной Африке, где в 1956 году получил степень бакалавра гуманитарных наук в области теологии и библейских исследований. Он был рукоположен в сан методистского священника в 1956 году, и его первая должность была в Восточном Пондолэнде. Получив поддержку богатых методистов, Борейн поступила в Мэнсфилд-колледж Оксфордского университета в Англии и в 1962 году получила степень магистра гуманитарных наук. Благодаря стипендии он поступил в Университет Дрю в Соединенных Штатах, где в 1966 году получил докторскую степень в области систематического богословия и библейских исследований.
В 1970 году он был назначен самым молодым президентом Методистской церкви Южной Африки и занимал эту должность до 1972 года.
Будучи главой Церкви в «разгар апартеида», он занимал позицию, согласно которой Церковь «должна быть многорасовой». В 1972 году Гарри Оппенгеймер пригласил его присоединиться к Anglo American для внесения изменений в условия труда и жизни чернокожих сотрудников в качестве консультанта по практике трудоустройства, и эту должность он занимал в течение двух лет.

## Политика
Борейну предложили баллотироваться на всеобщих выборах в Южной Африке в 1974 году, и он был избран в парламент в качестве депутата от леволиберальной Прогрессивной партии в избирательном округе Пайнлендс, получив всего 34 места:17. Он ушел в отставку в 1986 году вместе с Фредериком ван Зилом Слаббертом, полагая, что парламент Южной Африки не имеет отношения к созданию нерасового южноафриканского общества. Эти двое мужчин основали Институт демократических альтернатив в Южной Африке, который организовал Дакарскую конференцию 1987 года с лидерами АНК в Дакаре, Сенегал.
С 1986 по 1995 год Борейн возглавлял две южноафриканские некоммерческие организации, занимавшиеся прекращением апартеида и решением проблем после него.
Борейн был одним из главных архитекторов Южноафриканской комиссии истины и примирения. Он участвовал в разработке Закона о содействии национальному единству и примирению № 34 от 1995 года. В 1995 году президент Нельсон Мандела назначил его заместителем председателя комиссии под руководством Десмонда Туту с 1996 по 1998 год.
С 1998 по начало 2001 года он работал профессором права в Нью-Йоркском университете и директором программы «Правосудие в переходный период» юридического факультета Нью-Йоркского университета. В 2001 году Борейн стал соучредителем организации «Международный центр правосудия переходного периода». Он был президентом центра в течение трех лет, а затем председателем южноафриканского офиса центра. Борейн побывал во многих странах, находящихся на этапе перехода от диктатуры к демократии, по приглашению правительств и неправительственных организаций, чтобы поделиться опытом Южной Африки. Борейн был членом Консультативного совета директоров и приглашенным профессором права в программе Глобальной юридической школы Хаузера при Школе права Нью-Йоркского университета.  Он опубликовал пять книг, в том числе «A Country Unmasked», опубликованную издательством Oxford University Press в ноябре 2000 года, и «A Life in Transition», опубликованную издательством Struik Publishers в июне 2008 года. В 2014 году Борейн был награжден Орденом Баобаба. Другие награды включают награду Италии 2000 года, Президентскую медаль за права человека.

## Смерть
Борейн пережил рак простаты в 2008 году, но к 2015 году у него диагностировали рак костей. Он умер во сне 5 декабря 2018 года в Кейптауне, в возрасте 87 лет. У него остались жена Дженни, четверо детей Эндрю, Кэтрин, Джереми и Николас, а также семеро внуков.

## Публикации
- Alex Boraine and Janet Levy (31 December 1997) Dealing with the Past: Truth and Reconciliation in South Africa
- Alex Boraine (1 February 2001) A Country Unmasked: Inside South Africa's Truth and Reconciliation Commission
- Alex Boraine (1 September 2008) A Life in Transition
- Alex Boraine (26 February 2013) What's Gone Wrong?: South Africa on the Brink of Failed Statehood

## Внешние ссылки
- Об Алексе Борейне